# F-Secure
F-Secure Corporation (колишня Data Fellows) — глобальна компанія по забезпеченню кібербезпеки з більш ніж 30 офісами по всьому світу та штаб-квартирою у Гельсінкі (Фінляндія).
Компанія має офіси в Данії, Фінляндії, Франції, Німеччині, Індії, Італії, Японії, Малайзії, Нідерландах, Норвегії, Польщі, Швеції, Сполученому Королівстві та Сполучених Штатах, присутність у понад 100 країнах, а також діяльність Security Lab у Гельсінкі та Куала-Лумпурі, Малайзія.
F-Secure розробляє та продає антивірусні програми, VPN, засоби керування паролями та інші споживчі продукти й послуги кібербезпеки для комп'ютерів, мобільних пристроїв, смарт-телевізорів і пристроїв Інтернету речей. Компанія також пропонує кілька безкоштовних інструментів на своєму веб-сайті.

## Історія
Компанія F-Secure була вперше заснована під назвою Data Fellows Петрі Алласом і Рісто Сііласмаа 16 травня 1988 року. Data Fellows навчали користувачів комп'ютерів і створювали персоналізовані бази даних. Через три роки компанія запустила свій перший великий програмний проект і розробила перший евристичний сканер для антивірусних продуктів. Перший антивірусний продукт F-Secure для ПК з Windows був запущений у 1994 році. Data Fellows став F-Secure у 1999 році. F-Secure була першою компанією, яка розробила технологію захисту від руткітів під назвою BlackLight у 2005 році.
У червні 2015 року F-Secure вийшла на корпоративний ринок, придбавши nSense, данську компанію, яка спеціалізується на консультаціях із питань безпеки та оцінці вразливостей. Придбання Inverse Path, приватної італійської консалтингової компанії з питань безпеки з досвідом роботи в авіоніці, автоматизації та промисловому контролі.
У 2016 році F-Secure Client Security вп'яте отримав нагороду AV-TEST Best Protection.
У червні 2018 року F-Secure придбала охоронну компанію MWR InfoSecurity за 80 мільйонів фунтів (106 мільйонів доларів). Компанія F-Secure придбала консалтинговий бізнес MWR (тепер F-Secure Consulting), її продукт пошуку загроз Countercept (тепер F-Secure Managed Detection and Response) і набір послуг захисту від фішингу phishd.
17 лютого 2022 року компанія F-Secure оголосила про поділ корпоративного та споживчого бізнесу. У зв'язку з поділом компанію було перейменовано на WithSecure Corporation («WithSecure»). Підприємство з безпеки споживачів мало бути передано новій незалежній компанії та продовжувало використовувати назву F-Secure Corporation. Відокремлення набуло чинності 1 липня 2022 року, коли F-Secure було зареєстровано на Nasdaq Helsinki, а корпоративний бізнес було повністю відокремлено від компанії.

## Академія
У співпраці зі Школою науки і технологій Університету Аалто F-Secure проводить односеместровий курс для майбутніх аналітиків вірусів, деякі матеріали доступні в Інтернеті.

## Конкуренти та скандали
Після висвітлення Magic Lantern у засобах масової інформації та заяв деяких виробників AV про те, що вони навмисно залишили бекдор для нього у своїх продуктах, F-Secure оголосила про свою політику щодо виявлення цих шпигунських програм: "Корпорація F-Secure хоче повідомити, що ми не залишатимемо таких бекдорів для наших продуктів F-Secure Anti-Virus, незалежно від джерела таких інструментів. Ми повинні провести межу з кожним отриманим зразком щодо того, чи слід виявити На прийняття цього рішення впливають лише технічні фактори, і ніщо інше, крім чинних законів і правил, у нашому випадку — законів ЄС.
«Ми також додамо виявлення будь-якої програми, яку ми побачимо, яка може бути використана для терористичної діяльності або для отримання користі від організованої злочинності. Ми хотіли б заявити про це для протоколу, оскільки ми отримали запити щодо того, чи вистачить нам сміливості щось виявити. очевидно, зроблені відомою насильницькою мафією чи терористичною організацією. Так, ми б це зробили».

## Продукти
- F-Secure Antivirus